# Брак монеты
Брак чеканки — ошибки, дефекты при процессе чеканки монет на монетном дворе. В современной чеканке они почти всегда случайны и, как правило, крайне редки, что делает такие монеты ценными для нумизматов. Брак чеканки гораздо чаще встречается на более древних монетах. Дефекты оригинальных монет не следует путать с монетами, которым нанесли повреждения уже после того, как они были выпущены.

## Виды

### Дефекты монетного кружка

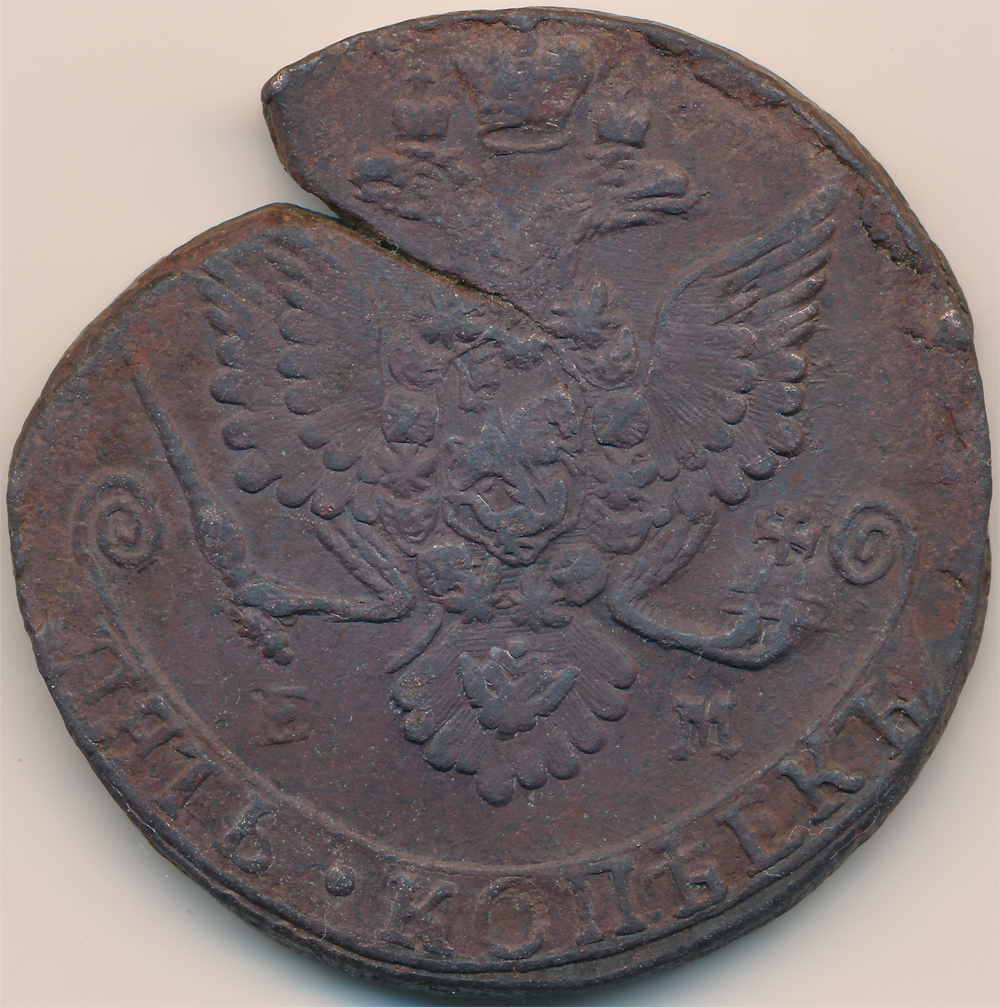
Разрыв монетного кружка. 1782 год.

Подобный брак возникает при неправильных заготовках для монет, монетных кружков, подаваемых в монетно-штамповочный пресс. Кроме того, встречаются выпущенные неотчеканенные или пустые заготовки. Результат такого очевидного брака также высоко ценится коллекционерами, хотя монеты с подобными дефектами обычно выявляются при производстве и уничтожаются. «Чистые» заготовки, прошедшие гурчение, ценятся больше, чем заготовки с неоформленным гуртом.
Одним из таких браков является также брак, когда на заготовке, предназначенной для одних типов или номиналов монет, чеканят другие различные номиналы. Такими примерами служат монеты в один цент, отчеканенные на монетных заготовках для даймов, никелей (5-центовиков) на монетных дисках от 1-центовых монет, или 25-центовых на заготовках к даймам. Как сообщалось, реверс доллара Скагавеи был отчеканен штемпелем от монеты из серии Двадцатипятицентовики пятидесяти штатов. Такой вид брака называется мулом и является чрезвычайно редким явлением.
Иногда может происходить неполная подача заготовок под пресс, когда полоса металла проходит недостаточно далеко. В этом случае штамповка аппаратом приходится в область монеты, частично перекрываемую областью предыдущего штампа, и результатом является выпадение части металлического диска, что называют усечённым диском. Монеты с усечёнными дисками могут быть прямыми, погнутыми, рваными или эллиптическими.
Гораздо реже дефекты в штамповке монет США с деноминацией происходят на иностранных монетных дисках (только 17, 18 и 19 веков).

### Непрочекан

Непрочекан 50 копеек СССР 1991 г.

Из-за недостаточного усилия либо из-за загрязнения штемпеля, попадания под него мусора, металлической пыли изображение на монете отчеканивается не целиком, от пониженного рельефа и сглаживания отдельных мелких деталей на изображении до полного исчезновения некоторых элементов изображения. Этот брак встречается часто, практически во все времена, особенно на крупных старинных монетах, так как тогда вручную трудно было добиться равномерного и сильного чеканного удара.

### Раскол

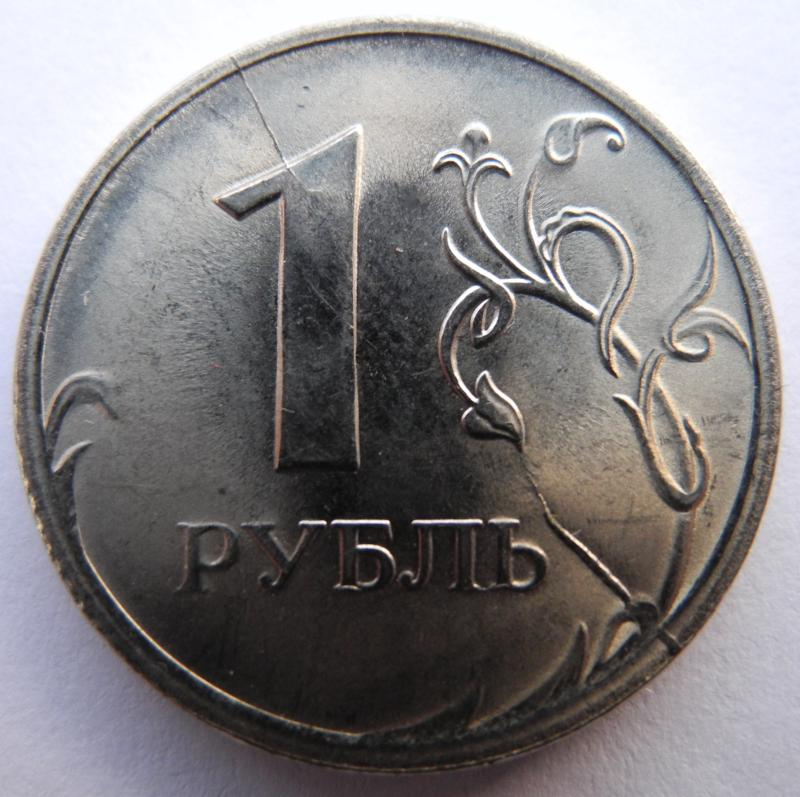
Неполный раскол, 1 рубль 2009 года

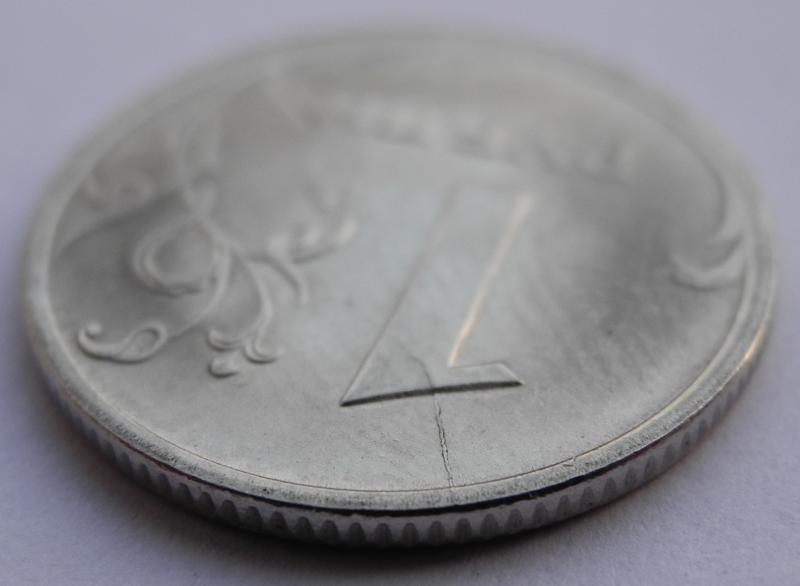
Неполный раскол

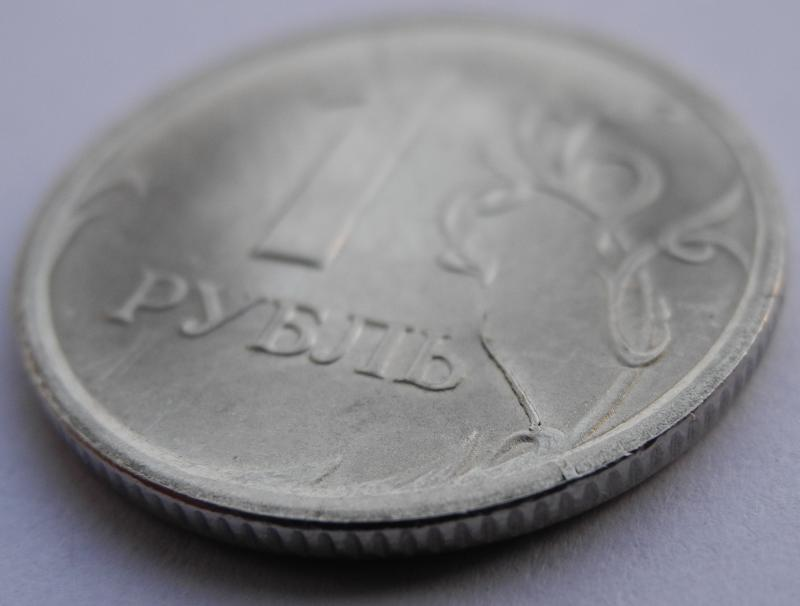
Неполный раскол

Треснувший штемпель, раскол (или «наплыв»)

Раскол, трещина штемпеля или выкрошка. Штемпели для чеканки монет делаются из закалённой стали, которая под воздействием сильных напряжений в процессе чеканки может треснуть, отколоться или выкрошиться. При этом на отчеканенной таким штемпелем монете виден выпуклый след дефекта штемпеля. В случае сильного растрескивания штемпеля видно смещение частей изображения около разошедшейся трещины. Иногда откалывается небольшой кусочек штемпеля, например, выпуклый столбик, чеканящий просвет какой-нибудь замкнутой или полузамкнутой фигуры изображения, буквы или цифры. Получается как бы «нашлёпка» на монете. Такой брак называется «выкрошкой штемпеля».

### Износ штемпеля
Штемпеля сделаны из твёрдой закалённой стали, но всё же изнашиваются при чеканке монет. Одним штемпелем обычно делается некоторое количество монет, после чего штемпель считается выработавшим ресурс и заменяется. Если же штемпелем продолжают чеканить монеты и после выработки им ресурса, на монетах появляются следы «поплытия» изображения, изображение становится нечётким, появляются неровные участки. Монеты с такими дефектами обычно были в обращении во время «трудных времён», когда на монетном производстве сильно экономили, к примеру, в военные годы и во время инфляции 1992—1993 годов. Такой брак является следствием неисправности штемпеля для чеканки монет; существует множество видов брака по этой причине. Современные монеты также выпускаются с подобным видом брака, преимущественно по причине того, что дефекты слишком малы, чтобы заметить их невооружённым глазом. Существует несколько исключений, когда штамп воспроизводит изображение с легко видимыми недостатками. Примером является одноцентовая монета 1955 года выпуска.

### Соударение штемпелей

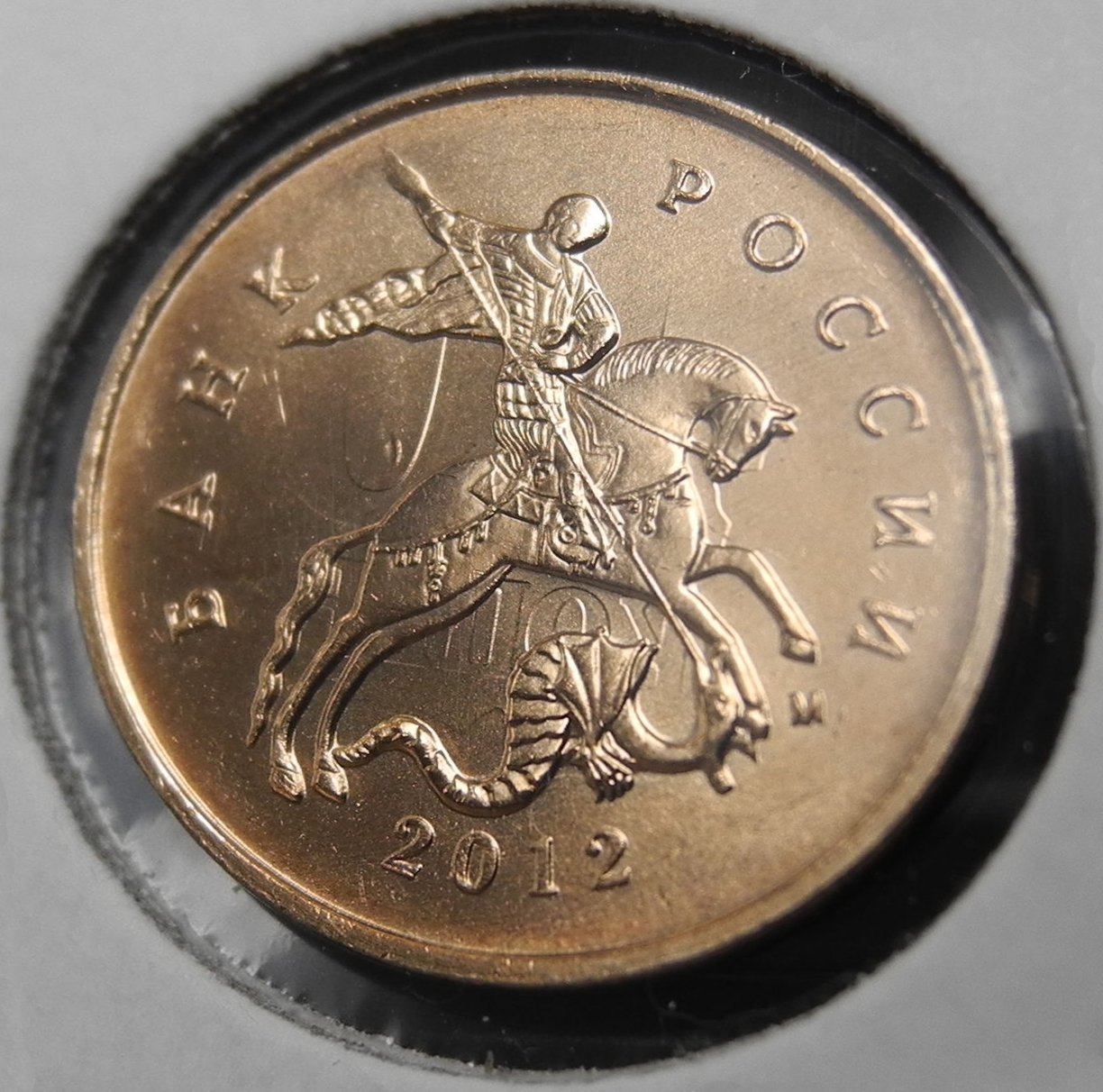
Соударение, 10 копеек 2012 года

Соударение штемпелей или холостой удар. Иногда встречаются монеты, одна (или обе) сторона которой несёт на себе лёгкий негативный оттиск изображения с противоположной стороны. Объясняют происхождение этого брака обычно так: при чеканке между штемпелями не попала заготовка, так что они ударили друг по другу и помялись (обычно штемпеля чуть по-разному закалены, так что на одном отпечатки получаются более явные, на другом — менее). После этого последующий тираж монет из-под этих штемпелей будет нести на себе этот дефект. Брак достаточно массовый, хотя на монетах некоторых номиналов и периодов встречается реже обычного. Известен, к примеру, и на медных монетах Екатерины II, и на юбилейных рублях СССР, и на современных разменных монетах России. Достаточно часто этот вид брака можно видеть на биллоных монетах первых годов Советской власти.

### Шлифовка штемпеля
Поверхность штемпелей часто подвергается той или иной механической обработке. Одна из них — шлифовка, когда сошлифовывается слой металла, часто для того, чтобы убрать дефекты поверхности. К примеру, следы соударения штемпелей, упомянутые чуть выше. Часто следы таких шлифовок попадаются на мелких серебряных монетах образца 1924 года, что выглядит как зеркально блестящие участки, обычно в районе центра, вокруг земного шара. Часто подшлифовка сопровождается понижением, утончением рельефа монеты в этой области, так как поле монеты поднимается, как бы «затапливая низменности». Иногда шлифовка производится слишком грубым инструментом, оставляющем на штемпеле борозды-царапины, видимые и на монетах. Линии шлифовки бывают параллельные, бывают концентрически-круговые. Встречаются единичные прямые выпуклые линии, которые следует отличать от расколов штемпеля.

### Сдвоенность изображения на штемпеле
При производстве рабочих штемпелей монет изображение на них чеканится с позитивных «маточников». При этом бывает, что маточник ударяет по штемпелю несколько раз, причём с небольшим смещением. Из-за этого изображение получается сдвоенным. Обычно сдвоенность невелика, так как к рабочим штемпелям предъявляются гораздо более строгие критерии качества, чем к монетам, да и штемпелей гораздо меньше, чем монет, так что до производства штемпеля с сильно видимым браком не допускаются.

### Поворот

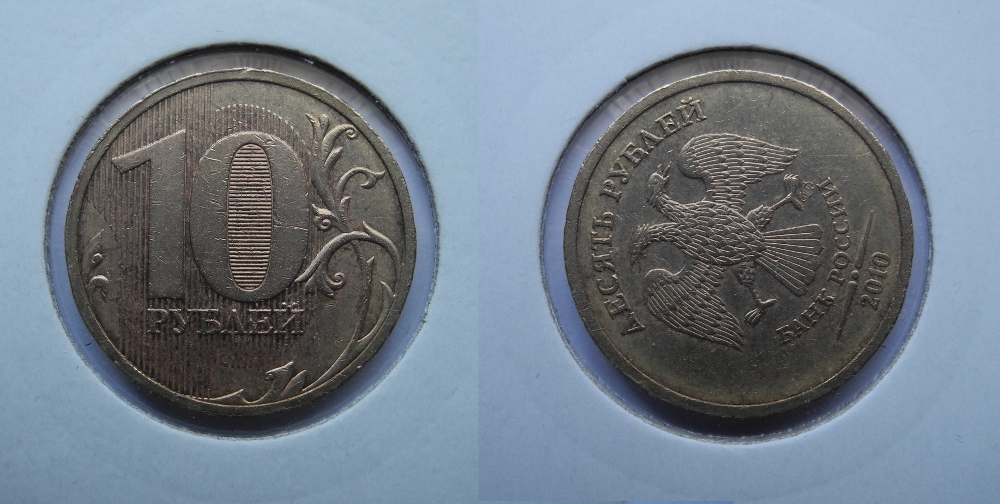
Поворот на 73°, 10 рублей 2010 года

Обычно изображения на сторонах монеты строго параллельны друг другу, так как штемпеля в чеканочном прессе устанавливают и закрепляют в определённом положении. Однако из-за тех или иных причин (неаккуратность персонала, разболтанность крепления) штемпель может быть повёрнут относительно своего нормального положения. Угол может получиться любым, от совсем незаметного до 180°, повороты на 180° считаются наиболее ценными. Следует знать, что для некоторых монет угол в 180° является нормой (российские монеты «облачной серии» 1755-57 гг., монеты США, Франции и др.). Это так называемое «монетное» расположение сторон, в противоположность традиционно использующемуся на монетах России и СССР «медальному» расположению. При чеканке некоторых старых монет вообще не выдерживали какое-то определённое взаимное расположение штемпелей, к примеру, это касается полушек «ВРП» (всея России повелитель) Петра I.
Обычно, чем больше угол поворота, тем ценнее экземпляр для коллекционеров. Тут, конечно, надо понимать, что угол, например, в 350° вовсе не большой, так как это всего 10°, просто в другую сторону. То есть, при определении угла поворота отсчитывают от 0° до 180° либо по часовой стрелке, либо против — направление особого значения не имеет.

### Выкус

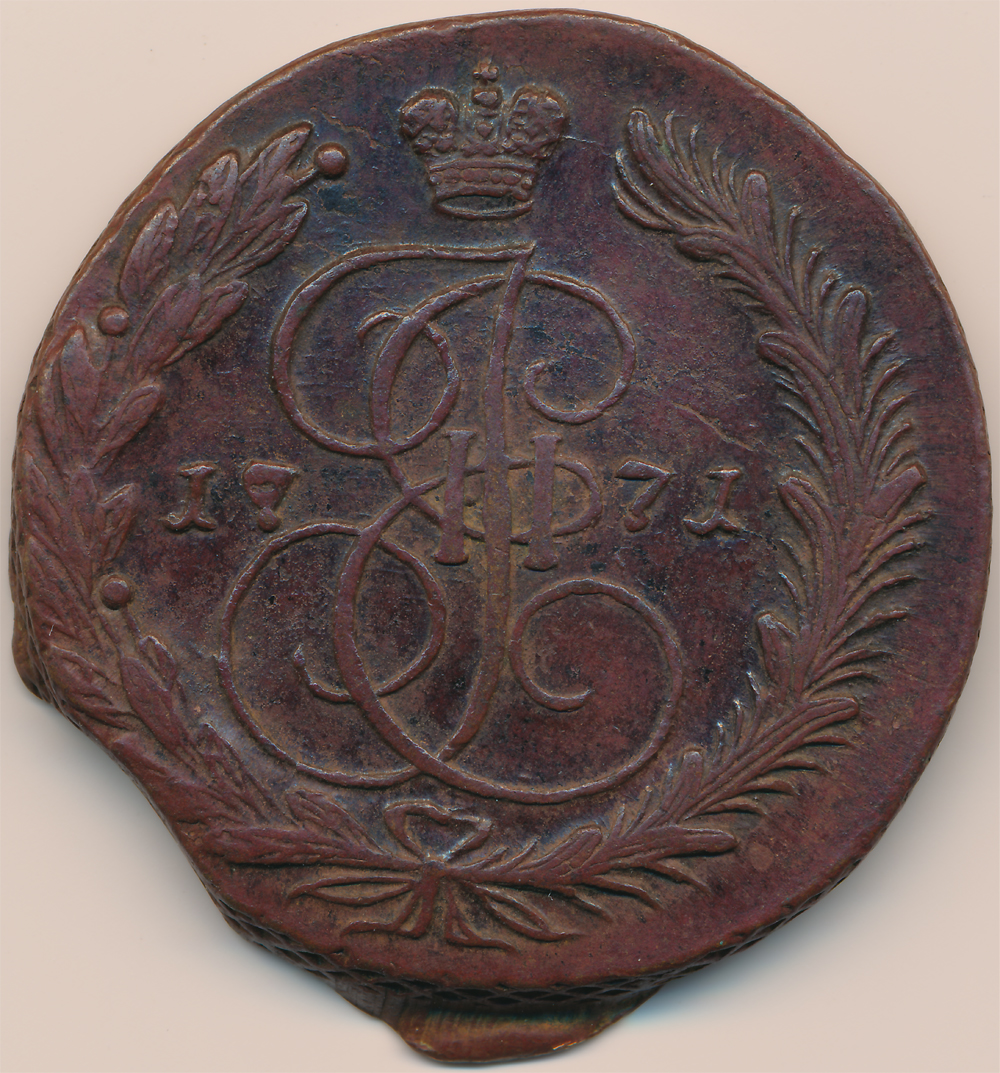
Дуговой выкус

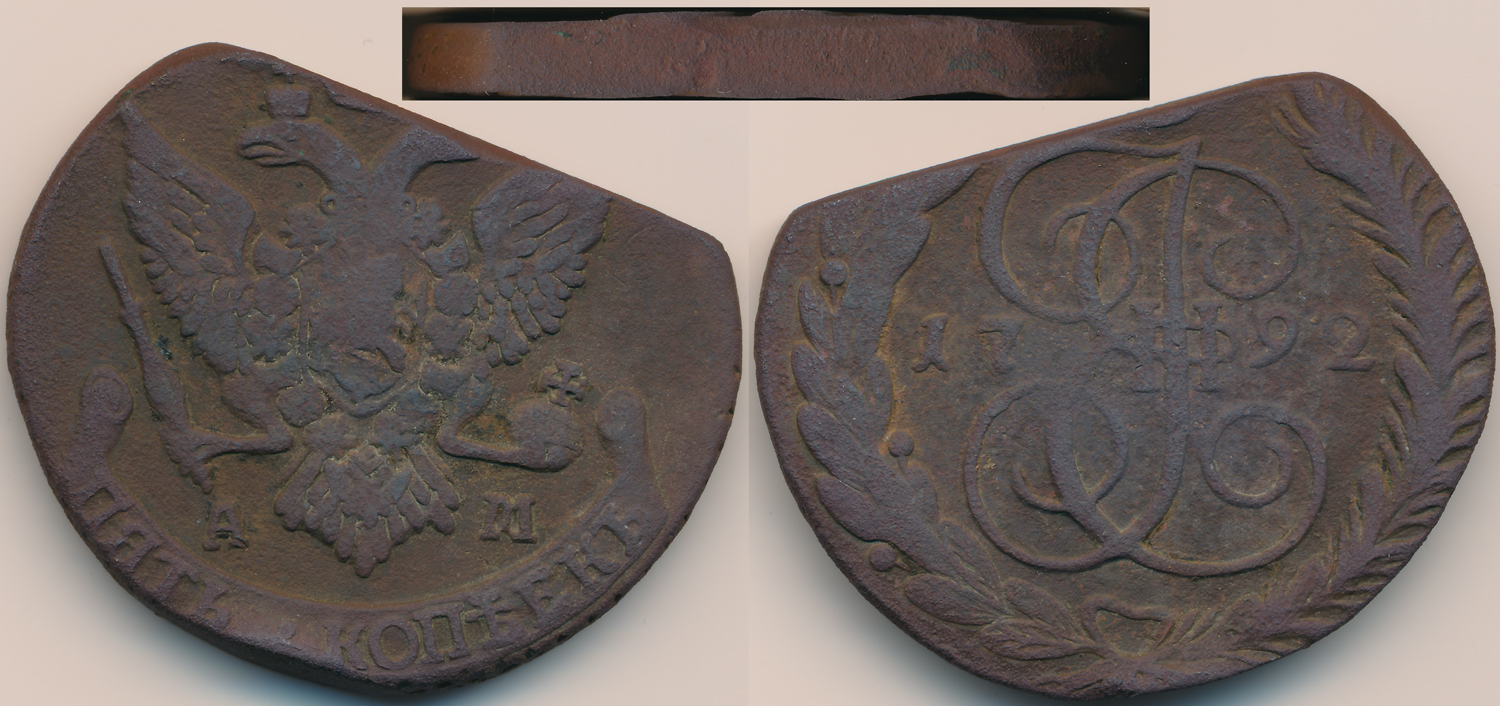
Край листа. На прямом участке гурта присутствуют окислы, идентичные имеющимся на остальных поверхностях монеты.

Выкус или луна. Так называется нарушение круглой формы монеты, произошедшее на этапе вырубки заготовок из металлического листа. Заготовки вырубаются обычно рядами, одним за другим. В случае, если шаг подачи листа под следующую вырубку будет больше, чем надо, будет перерасход металла (из одного листа выйдет меньше заготовок). Если же шаг будет меньше оптимального, вырубаемые участки наложатся друг на друга, а заготовки будут нести на себе дугообразный вырез, «выкус». Монета может иметь один выкус, два или три, в зависимости от расположения вырубных пуансонов и от их смещения. Бывают выкусы, называемые «край листа». Как понятно из названия, они образуются, когда монета вырублена частично за краем листа. В этом случае граница выкуса прямая, а не дуговая. Обычно таких браков на монете не больше одного. Иногда на монете бывает видно больше трёх дефектов кругового канта, причём располагаются они друг напротив друга. Это настоящие выкусы и их антиподы, иногда называемые «антивыкусами». Антивыкусы образуются напротив больших выкусов, это связано с процессами, происходящими с металлом во время чеканки, грубо говоря, металл не стремится заполнить рисунок штемпеля и круговой кант напротив выкуса, большой пустоты. Также у границ выкусов имеется характерное постепенное схождение на нет кругового канта монеты.

### Чеканка на не соответствующих заготовках
Монета может быть отчеканена на заготовке, предназначенной для другого номинала. К примеру, известны 3 и 20 копеек СССР, отчеканенных в металле друг друга. Известны 2 копейки, отчеканенные на 10-копеечных кружках. Самое главное при исследовании такой монеты — это её масса, чтобы определить, действительно ли она сделана из заготовки для другой монеты, и для какой конкретно. Известны чеканки 2-копеечных монет 1924 года на кружках для копеечных, а также 5-копеечных на кружках для 3-копеечных. При этом металл заготовки не полностью заполняет пространство между штемпелями, монета получается не только меньшей толщины и массы, но и меньшего диаметра. Поскольку заготовка частично или полностью не достаёт до ограничивающего гуртильного кольца, монета получается не идеально круглой, без гуртовых насечек на большинстве боковой поверхности или вообще по всей окружности.

### Залипуха

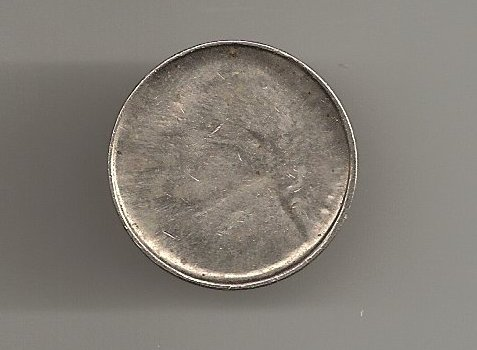

Залипуха, или инкузный брак. Возникает, когда при чеканке монета застревает в штемпеле, при этом следующую монету штемпель чеканит не своей рабочей поверхностью, а залипшей монетой. Получается монета, одна из сторон которой нормальна, а другая имеет то же изображение, но в негативном (зеркальном) виде.

### Односторонний чекан
Бывает, что под штемпель попадают 2 заготовки разом, при этом каждая из получившихся монет на одной стороне имеет обычное изображение, а другая сторона сглаженная, с неясными контурами. Из-за того, что две заготовки из-за большей общей толщины испытывают более сильный удар штемпелей, прочеканенность нормальной стороны обычно исключительно хорошая, может наличествовать «проволочный ободок» — тонкий облой по краю из-за затекания металла монеты между штемпелем и гуртильным кольцом.

### Двойной удар

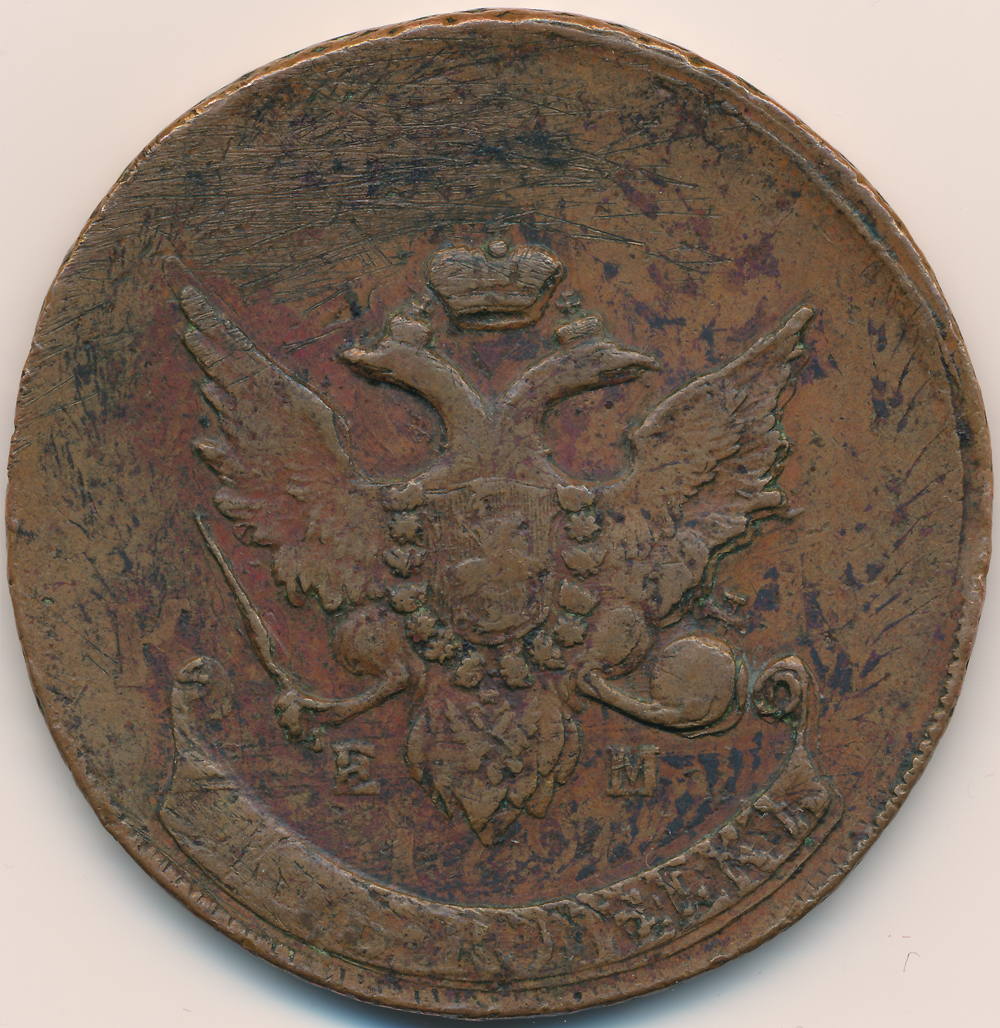
Совмещение неоднократного перечекана и двойного удара: монета расплющена, её диаметр на 20 % больше обычного. 1793 год

Возникает, как понятно из названия, при попадании уже отчеканенной монеты в повторную чеканку. При этом изображение сдваивается. Сдвоенное изображение характерно накладывается друг на друга, так, что в местах повышения нового рельефа старый рельеф виден лучше, чем на поле монеты, где рельеф ниже всего.
Этот брак следует отличать от похожего на него перечекана. В истории российского денежного обращения известна перечеканка монет одного образца в монеты другого образца, обычно с изменением номинала. При этом старые монеты не переплавлялись, а шли в чеканку как заготовки. В результате чего на них оставались те или иные следы прежнего изображения. К примеру, в 1762 году имевшиеся в обращении медные монеты перечеканивались с повышением номинала вдвое, то есть из 5 копеек делались 10 копеек, из 2 — 4, из копейки — 2, из деньги — копейка. В 1763 же году перечеканенная монета пошла в повторную перечеканку с обратным понижением номинала. Чтобы отличить двойной удар от перечекана, следует сравнить дубли изображения, совпадают ли они (двойной удар) или принадлежат явно монетам разного дизайна (перечекан).

### Трещина монеты
При чеканке монет иногда монетная заготовка не выдерживает напряжения от удара штемпелей и монетный кружок трескается, однако монета остаётся целой (не разделяется на 2 части). В таком случае монета может пройти контроль при выходе готовых монет и попасть в обращение. Искусственно (не при производстве монеты) такой трещины достичь практически невозможно: появятся следы деформации монеты или трещина будет иметь большой размер.

### Сдвиг гуртовой надписи
При гурчении монеты (при наличии надписи) само расположение надписи может быть смещено по гурту: одна надпись приближена к другой, то есть нет предусмотренного зазора между ними.

### «Чужая» гуртовая надпись
При выпуске отдельных монет происходит ошибочное гурчение. Примерами такого брака могут пятьдесят копеек советского производства, когда на гуртовой надписи ставились даты более раннего периода:
— 50 копеек 1986 года (гурт 1985 года);
— 50 копеек 1988 года (гурт 1987 года);
— 50 копеек 1989 года (гурт 1988 года);
— 50 копеек 1990 года (гурт 1989 года);
— 1 рубль 1967 года (гурт 1966 года);
— 1 рубль 1990 года (гурт 1989 года);
— 10 рублей Республика Северная Осетия-Алания 2013 года (количество рифлений на гурте (180) от 25 рублей (юбилейные) Сочи 2014 года).

### «Чужой» штемпель
Нередки случаи, когда при производстве монет происходит перепутывание штемпелей, например:
- несоответствие года выпуска гербу (на монетах советского периода); примером могут послужить следующие монеты:

— 1 копейка 1957 года (в гербе 16 лент вместо 15);
— 2 копейки 1948 года (в гербе 11 лент вместо 15);
— 3 копейки 1926 года (аверс без круговой надписи вокруг герба);
— 3 копейки 1946 года (в гербе 16 лент вместо 15).
- несоответствие указания года на монете юбилейной дате, примером могут послужить следующие монеты:

— 1 рубль «Пушкин» (дата 1985 вместо 1984);
— 1 рубль «Энгельс» (дата 1983 вместо 1985);
— 1 рубль «Ленин 115 лет» (дата 1988 вместо 1985);
— 1 рубль «Ломоносов» (дата 1984 вместо 1986).
— 1 рубль «Навои» (дата 1990 вместо 1991).